# Gens Gegania
La gens Gegania fue un conjunto de familias de la Antigua Roma que compartían el nomen Geganio. Los miembros más antiguos fueron los Geganios Macerinos, de extracción patricia, que ocuparon las principales magistraturas en el siglo V a. C. El primero de la gens que obtuvo el consulado fue Tito Geganio Macerino en 492 a. C. La gens cayó en la oscuridad en la primera mitad del siglo IV a. C. y no reapareció en la historia hasta el año 100 a. C.

## Origen
Los Geganios remontaban su origen al mítico Gías, uno de los compañeros de Eneas. Según Tito Livio y Dionisio de Halicarnaso, los Geganios fueron una de las familias albanas más señaladas, trasplantadas a Roma tras la destrucción de Alba Longa y admitidas en el patriciado por el rey Tulo Hostilio. Sin embargo, el nombre aparece incluso en el reinado de Numa Pompilio, del que se dice que escogió a una Gegania como una de las primeras vírgenes vestales. Otra Gegania es mencionada como la mujer de Servio Tulio  o de Lucio Tarquinio Prisco  y una tercera aparece en el reinado de Tarquinio el Soberbio.

## Praenomina
Los Geganios utilizaron los praenomina Lucio, Marco, Próculo y Tito.

## Ramas ycognomina
La única familia de los Geganios durante la República temprana llevó el cognomen Macerino, un diminutivo de Mácer, derivado probablemente del adjetivo latino macer, cuyo significado en español es flaco.